# La grande avventura di Jungle Jack
La grande avventura di Jungle Jack (Jungledyret) è un film d'animazione danese del 1993, scritto e diretto da Flemming Quist Møller. Jungle Jack ha ottenuto grande successo nel suo paese d'origine. Nel 1996 ne è uscito un sequel intitolato Jungle Jack - Il grande film del piccolo Ugo!.

## Trama
Jungle Jack è un insolito piccolo animale simile a un koala giallo che vive nella giungla e trascorre le sue giornate a giocare con i suoi due amici scimmie Zick e Zack. Ma Gertrude Scorpio, un'attrice stanca degli animali convenzionali di sua proprietà, incarica il suo produttore e marito Conrad Cupmann di catturare Jack. Il raro animaletto viene quindi catturato ma riesce a fuggire dallo yacht dell'attrice e, tentando di sfuggirle in acqua, viene portato via dalla corrente di una cascata. In seguito, trova rifugio su un banano, prima di finire chiuso in una sacca che lo porta su una nave di banane diretta a Copenaghen in Danimarca. Sulla nave, Jack incontra il cuoco Charlie Polpetta, con cui fa subito amicizia. Gertrude e Conrad si trovano sulla stessa imbarcazione e la donna ordina a Charlie di darle Jack, ma il cuoco rifiuta cacciandola via dalla cambusa. Charlie decide in seguito di affidare l'animaletto a un zoo presente a Copenaghen, ritendendo che li starà più al sicuro. Jack presto si sente a disagio tra il mondo civilizzato, ma incontra Rita, una volpacchiotta selvatica che diverrà la sua nuova amica. Durante la notte, Jack sta per essere catturato da un ladro mandato da Conrad e, riuscito a sfuggire subito dalla cattura, si trova solo nel cuore di Copenaghen.
Jack passa la notte sul tetto di un edificio e, la seguente mattina, assaggiando alcuni frutti di un'ortofrutta incontra la barboncina Sabina Song (Tifti per gli amici). Jack poi si nasconde nella borsa della padrona di Sabina e arriva a casa di quest'ultima. Dopo essere salito su di un armadio con un balzo, Sabina pensa che egli sia un gatto e gli intima di andarsene via. Jack riesce a liberarsi di Sabina rompendo alcuni Trofei e facendo ricadere la colpa su di lei, che viene così buttata fuori di casa dalla padrona per punizione. La figlia di quest'ultima trova Jack e decide di giocare con lui, vestendolo e trattandolo come se fosse una bambola. Riuscito a fuggire dalla casa, nelle ore serali, Jack ritrova Rita, che lo porta ad un bidone della spazzatura per trovare qualcosa per alleviare la sua fame. Non potendo sopportare il cibo rancido del bidone, Jack viene portato da Rita alla porta di un ristorante situato su un territorio di gatti, che non accettano questa intrusione. Mentre Jack sta per essere ucciso da uno di loro, Rita salva l'animaletto con lo skateboard che lei e lui avevano utilizzato in precedenza per muoversi. Rita decide così di portare Jack nella sua tana a dormire per la notte. Il giorno dopo, Jack annuncia a Rita di voler raggiungere il porto per trovare la nave e tornare nella giungla. Rita vorrebbe accompagnarlo, ma la madre della volpacchiotta non è d'accordo e decide di portare lei stessa Jack al porto. Tuttavia, la madre di Rita è costretta ad abbandonare Jack alla persecuzione di tre uomini incaricati da Conrad e Gertrude per trovare il raro animaletto. Trovatosi in una discarica, Jack vede riapparire in suo aiuto proprio Rita, ma insieme vengono circondati dai gatti del ristorante della sera precedente, che vengono ben presto poi fatti fuggire dagli abbai del cane di uno degli uomini incaricati da Gertrude e Conrad. Jack e Rita arrivano al porto attraverso le condutture fognarie e, in uscita da un tombino, trovano la nave giusta.
Tentando di confessare i suoi sentimenti a Rita, Jack viene di nuovo interrotto dagli uomini di Conrad. Grazie a Rita, che lo avverte, evita la cattura e raggiunge di corsa la nave. A quel punto, Conrad decide di cessare la cooperazione con Gertrude, che comincia a costargli troppo, abbandonando definitivamente la donna. Al momento della partenza, Rita appare su una gru e chiede a Jack di tornare presto appena entrambi saranno più grandi.
Sulla nave, Jack ritrova Charlie Polpetta che questa volta riporta l'animaletto salvato nella giungla.

## Distribuzione
Uscito in Danimarca il 10 dicembre 1993, il film è uscito in Italia direttamente in VHS dall'Alfadedis Entertainment in dicembre 1995.